# Joseph Aloys Schmittbauer
Joseph Aloys Schmittbauer, de vegades Schmittbaur (Bamberg, 8 de novembre de 1718 - Karlsruhe, 24 d'octubre, 1809) fou un compositor alemany,
Fou deixeble de Jommelli i el 1742 se'l cridà a Karlsruhe com a mestre de capella, càrrec que desenvolupà per espai de mig segle.
Deixà algunes misses, Stabat Mater i d'altres obres religioses, molt apreciades, però per contra la seva música instrumental és trivial i mancada en absolut d'originalitat. També va compondre alguna òpera i moltes comèdies líriques.